# Manihinea
Manihinea is een geslacht van sponsdieren uit de klasse van de Demospongiae (gewone sponzen). 

## Soorten
- Manihinea conferta Pulitzer-Finali, 1993
- Manihinea lynbeazleyae Fromont & Pisera, 2011